# Alexander Bertrand
Alexander Bertrand (* 27. Oktober 1877 in Darmstadt; † 22. April 1947 in Düsseldorf) war ein deutscher Genre- und Interieurmaler der Düsseldorfer Schule.

## Leben
Bertrand besuchte zunächst die Kunstgewerbeschule Düsseldorf. 1894 schrieb er sich an der Kunstakademie Düsseldorf ein und wurde dort Schüler der Elementarklasse unter Heinrich Lauenstein. Die weitere Ausbildung an der Düsseldorfer Akademie prägten die Lehrer Peter Janssen der Ältere, Arthur Kampf und Claus Meyer.
Bertrand ließ sich dauerhaft in Düsseldorf nieder (Jahnstraße 43, Düsseldorf-Oberkassel) und beteiligte sich mit seinen Arbeiten seit 1902 an zahlreichen bedeutenden Ausstellungen. Die Darstellung von Motiven aus dem Klosterleben, die er koloristisch wirkungsvoll komponierte, nehmen in seinem Werk einen besonderen Platz ein. 1908 bis 1917 war er Mitglied des Künstlervereins „Malkasten“ in Düsseldorf. Während der Zeit des Nationalsozialismus war Bertrand von 1937 bis 1941 jährlich auf den Großen Deutschen Kunstausstellungen in München mit insgesamt fünf Ölgemälden vertreten, von denen Hitler 1938 Weißnäherinnen und 1940 Stickendes Mädchen (50 × 60 cm; heute im Bestand des Deutschen Historischen Museums) erwarb.

## Werke (Auswahl)

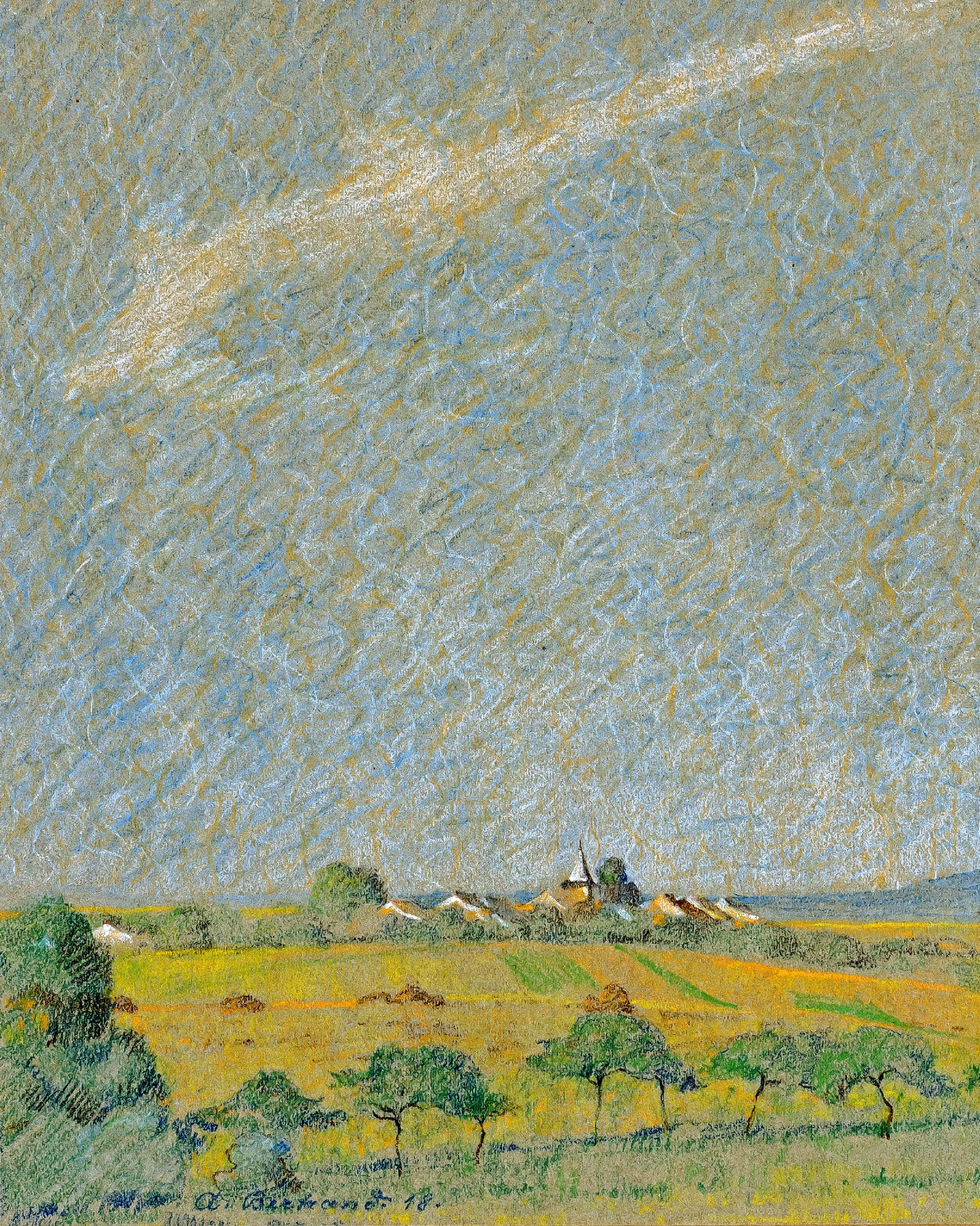
Sommerlandschaft mit Dorf, 1918

- Fabrikanlage in Flingern, 1897; Öl/Lwd., 20 × 24,5 cm: Düsseldorf, Stadtmuseum
- Mönche in der Lesestube, 1901; Öl/Lwd., 88 × 132,5 cm
- Mönche im Klostergarten, 1901; Öl/Lwd., 100,5 × 82 cm
- Die hingebungsvollen Gärtner, 1903; Öl/Lwd., 82 × 115,5 cm
- Sinkende Sonne, ausgestellt: Große Berliner Kunstausstellung 1904, Katalog-Nr. 64
- Junge Bäuerin; Dame am Tisch, (1906)[5]
- Die Trappisten,[6]
- Interieur, 1908, Öl/Lwd., 39 × 47 cm
- Nähendes Mädchen an der Truhe, 1908, Öl/Lwd., 80 × 112 cm; bezeichnet: Alexander Bertrand 1908
- Mönch beim Blumenpflücken im Klostergarten, 1908, Öl/Lwd, 80 × 113 cm
- Stubeninterieur mit Magd an einem Tisch, 1908, Öl/Lwd., 39 × 47 cm
- Der Novize; Abbildung: Velhagen & Klasings Monatshefte, 23. Jahrgang, 2. Band, Bielefeld und Leipzig 1909
- Adelheid, lesendes Mädchen am Fenster, 1911, Öl/Lwd., 40 × 31 cm
- Weißnäherinnen; ausgestellt: Große Kunstausstellung, Düsseldorf 1911 (Abbildung: Die  Kunst für Alle, 1. Oktober 1910, S. 244)
- Die Dame mit dem Spitzenschal, 1912, Öl/Lwd., 101 × 84 cm; Abb.: Westermanns Monatshefte, 58. Jahrgang, 116. Band, 1. Teil, März, April, Mai 1914
- Sommerlandschaft mit Dorf, 1918, Pastellkreide auf Papier, 24,3 × 19,5 cm
- Seeuferlandschaft, 1928, Öl/Lwd., 34,29 × 29,5 cm
- Herzöge-Bild, 1938, Öl/Holz, ca. 47,5 × 137,5 cm, Kopie des Gemäldes im Kultur- und Stadthistorischen Museum Duisburg
- Musizierender Knabe mit seiner Flöte, 1940, Öl/Lwd., 60,5 × 51 cm
- Stillleben, 1940, Öl/Lwd., 81 × 87 cm, signiert und datiert 1940
- Den Verwundeten, Frauen mit Blumengebinden
- Interieur mit blauem Kachelofen, Öl/Lwd., auf Holz aufgezogen
- Aufrichtung des Kreuzes, 1943, lavierte Federzeichnung, 26 × 19,5 cm
- Knabenbildnis, Zeichnung, 1956
- Cardamine pratensis (Mönche), Pastell

## Ausstellungsbeteiligungen (Auswahl)
- Internationale Kunstausstellung, Düsseldorf 1902: Klosterfrieden
- Münchener Jahresausstellung 1903 im kgl. Glaspalast: Bertrand, Alexander, Düsseldorf, Oberstraße 43. (V. D. K.)
- Münchener Jahres-Ausstellung 1904 Im Kgl. Glaspalast: Bertrand, Alexander, Düsseldorf, Jahnstraße 43. (F. V. D.): Nr. 62 Im Klostergarten
- IX. Internationale Kunstausstellung, München 1905
- Würzburg, Kunstverein[7]
- Große Berliner Kunstausstellung, Berlin 1907
- Große Kunstausstellung, Düsseldorf 1909
- Sommerausstellung des Kunstvereins für die Rheinlande und Westfalen, Düsseldorf 1910: 2 sehr feine Interieurs mit Staffage[8]
- Deutscher Künstlerbund, Darmstadt 1910
- Große Kunstausstellung, Düsseldorf 1911: Weißnäherinnen
- Große Berliner Kunstausstellung, Berlin 1914: Alexander Bertrand „Vertreter der Düsseldorfer Künstlerschaft“
- Große Berliner Kunstausstellung, Berlin 1915: Dämmerung